# Крофордсвілл (Орегон)
Крофордсвілл (англ. Crawfordsville) — переписна місцевість (CDP) в США, в окрузі Линн штату Орегон. Населення — 315 осіб (2020).

## Географія
Крофордсвілл розташований за координатами 44°21′22″ пн. ш. 122°51′54″ зх. д. / 44.35611° пн. ш. 122.86500° зх. д. (44.356087, -122.864880).  За даними Бюро перепису населення США в 2010 році переписна місцевість мала площу 4,98 км², уся площа — суходіл.

## Демографія
Згідно з переписом 2010 року, у переписній місцевості мешкали 332 особи в 131 домогосподарстві у складі 93 родин. Густота населення становила 67 осіб/км².  Було 141 помешкання (28/км²).
Расовий склад населення:
| - 90,7 % — білих - 1,8 % — корінних американців - 1,2 % — чорних або афроамериканців - 0,6 % — азіатів - 1,5 % — осіб інших рас |

До двох чи більше рас належало 4,2 %. Частка іспаномовних становила 3,6 % від усіх жителів.
За віковим діапазоном населення розподілялося таким чином: 18,1 % — особи молодші 18 років, 63,5 % — особи у віці 18—64 років, 18,4 % — особи у віці 65 років та старші. Медіана віку мешканця становила 48,7 року. На 100 осіб жіночої статі у переписній місцевості припадало 117,0 чоловіків;  на 100 жінок у віці від 18 років та старших — 115,9 чоловіків також старших 18 років.
Середній дохід на одне домашнє господарство  становив 43 089 доларів США (медіана — 48 958), а середній дохід на одну сім'ю — 67 046 доларів (медіана — 68 558). За межею бідності перебувало 25,7 % осіб, у тому числі 25,0 % дітей у віці до 18 років та 3,1 % осіб у віці 65 років та старших.
Цивільне працевлаштоване населення становило 115 осіб. Основні галузі зайнятості: виробництво — 42,6 %, освіта, охорона здоров'я та соціальна допомога — 33,0 %, фінанси, страхування та нерухомість — 13,0 %, оптова торгівля — 11,3 %.